# لویی آنتوان رانویه
لویی آنتوان رانویه (به انگلیسی: Louis-Antoine Ranvier) (زاده ۲ اکتبر ۱۸۳۵ - درگذشته ۲۲ مارس ۱۹۲۲)، پزشک، پاتولوژیست، متخصص علم تشریح و متخصص بافت شناسی فرانسوی که کاشف گره رانویه، فرو رفتگی‌های غشای میلین در تارهای عصبی است.

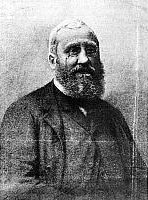
لویی آنتوان رانویه

رانویه متولد شهر لیون است وی در سال ۱۸۶۵ در زادگاهش رشته پزشکی فارغ تحصیل شد.او سپس یک آزمایشگاه تحقیقاتی را به همراه ویکتور آندره کرنیل بنا کرد و در آنجا با همکاری کرنیل برای دانشجویان پزشکی دوره‌های بافت‌شناسی برگزار کرد.آنها همچنین کتاب درسی تاًثیرگذاری دربارهٔ هیستوپاتولوژی تاًلیف کردند.در سال ۱۸۶۷، رانویه در سمت دستیار کلاود برنارد وارد کالج دو فرانس واقع در پاریس شد.در سال ۱۸۷۵، او به کرسی استادی آناتومی عمومی منصوب شد.

در سال ۱۸۷۸، رانویه عصب‌هایی را کشف کرد که به نام خود او را شد.سایر ساختارهای آناتومی که به نام او شد: سلول مرکل (سلول رانویه مرکل)، سلول‌های شبه ملانوسیت در لایه بازال اپیدرم که حاوی گرانول‌های کاتکول آمین است و دیسک‌های لمسی رانویه نوع خاصی از عصب حسی پایانی .

در سال ۱۸۹۷، او با همکاری ادوارد جرالد بالبیانی مجله علمی آرشیو آناتومی میکروسکوپی را تاًسیس کرد.

از شاگردان برجسته او می‌توان از فردیناند جین داریه، جاستین ماری جولی، خواکین البرا، لوئیس سیمارو لاکابرا، فردریک گئورگ گید نام برد.

او در سال ۱۹۰۰ در شهر تالی (روآن) بازنشسته شد و در سال ۱۹۲۲ در وندرانگس درگذشت.